# Fragmenty wiedeńskie

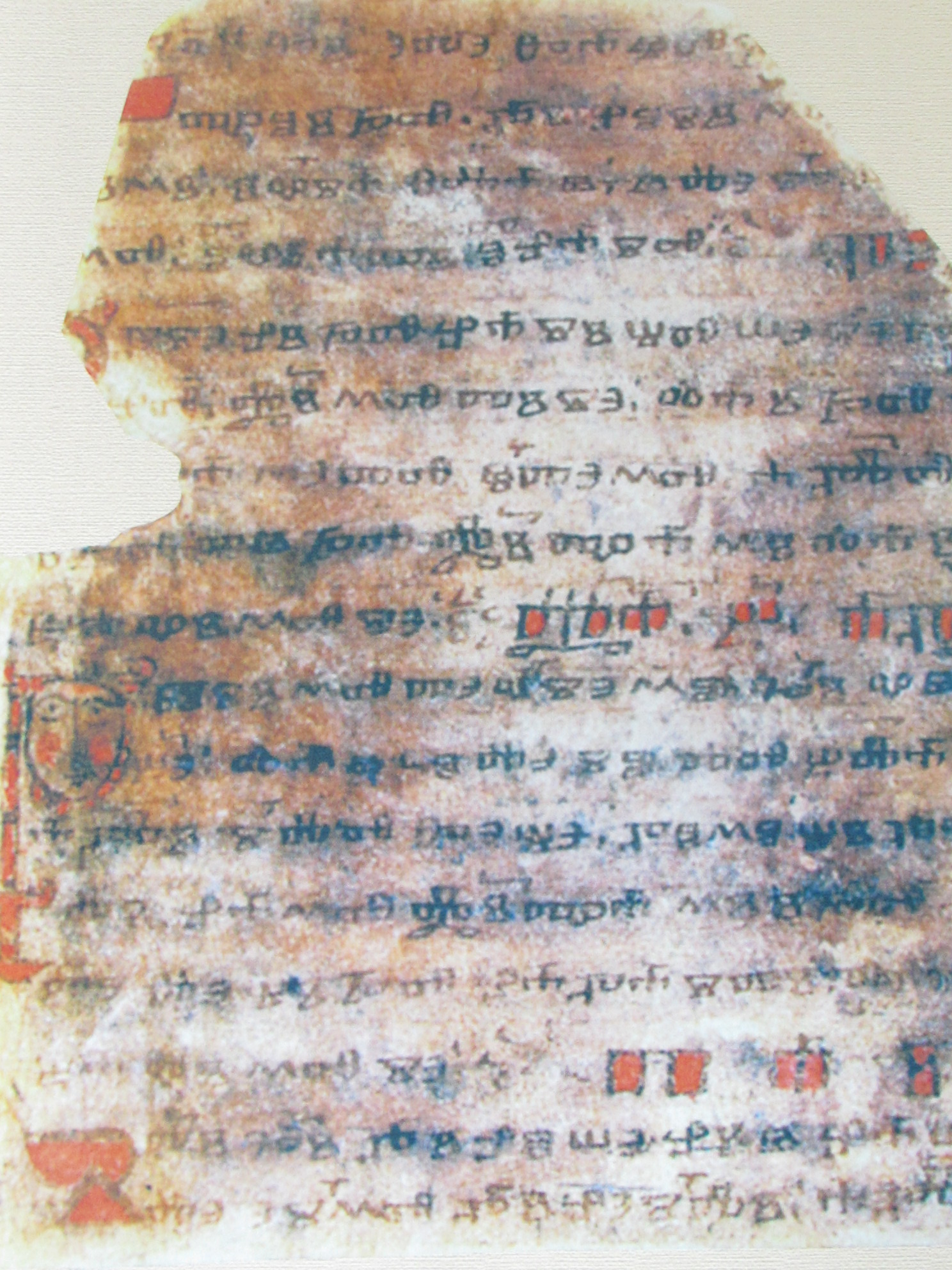
Zdjęcie jednej z kart

Fragmenty wiedeńskie – pochodzące z przełomu XI i XII wieku dwie mocno uszkodzone karty pergaminowe zapisane głagolicą.
Karty znajdują się w zbiorach Austriackiej Biblioteki Narodowej, gdzie zostały odkryte w 1890 roku przez Vatroslava Jagicia, który następnie opublikował ich tekst. Zawierają fragmenty sporządzonego na terenie Chorwacji odpisu łacińskiego mszału w tłumaczeniu na język staro-cerkiewno-słowiański.